# Рожественский, Борис Николаевич
Борис Николаевич Рожественский (14 декабря 1874, Пермь — 11 января 1943) — советский учёный, специалист по выращиванию сахарной свёклы и зерновых культур. Академик ВАСХНИЛ (1935).

## Биография
Родился 1 декабря 1874 г. (по старому стилю (церковная метрика Петропавловского собра Перми) в семье надворного советника Николая Гавриловича Рожественского и его жены Уммы Романовны (лютеранки).
В 1897 г. окончил Ново-Александрийский институт сельского хозяйства и лесоводства. Занимаемые должности:
- 1897—1901 заведующий опытным участком в хозяйстве Алексеевка Харьковской губернии;
- 1901—1902 помощник заведующего опытными полями Всероссийского общества сахарозаводчиков;
- 1902—1907 директор (первый) Ивановской опытной станции;
- 1907—1909 руководитель земледельческих опытов в крестьянских хозяйствах Екатеринославской губернии;
- 1910—1930 директор (первый) Харьковской с.-х. опытной станции;
- 1930—1931 заместитель директора по научной части, заведующий отделом полеводства Украинского института зернового хозяйства;
- 1931—1941 зав. отделом агротехники Украинского НИИ социалистического земледелия (Харьков);
- с декабря 1941 консультант кафедры общего земледелия Грузинского СХИ.

Профессор Харьковского сельскохозяйственного института (1934). Академик ВАСХНИЛ (1935).
Автор более 100 научных трудов, посвященных в основном методике опытно-исследовательского дела в полеводстве и возделыванию сахарной свёклы в условиях Украинской ССР.
Награждён орденом Трудового Красного Знамени (1941), золотой медалью ВСХВ (1939).

## Труды Б. Рожественского
- Главнейшие выводы полевых опытов 1913—1917 гг. : отчет. Вып.13 / Б. Н. Рожественский, Э. И. Заславский ; Харьк. обл. с.-х. опыт. ст., отд. полеводства. — Харьков : Изд. отд. Наркомзема УССР, 1922. — 110 с.
- Екатеринославские коллективные опыты : методика / Б. Н. Рожественский, М. М. Вольф. — Екатеринослав : [б. в., 1910]. — 149 с.
- Картофель: по данным Харьк. обл. с.-х. опыт. ст. Вып.11 / Б. Рожественский ; НКЗ, Харьк. губ. земел. отд., Бюро опыт. дела. — Харьков: Всеукр. гос. изд-во, 1921. — 8 с.
- Методика опытно-исследовательского дела по полеводству / Б. Рожественский. — Киев : Россельхозиздат. — 1958. — 220 с.
- Обзор результатов полевых опытов отдела полеводства Харьковской областной с.-х. опытной станции / Б. Н. Рожественский. — Харьков, 1948. — 296 с.
- Поднимем урожай / Б. Н. Рожественский. — Харьков, 1921. — 8 с.
- Приемы, увеличивающие точность в полевом методе : науч. изд. / Б. Н. Рожественский. — Ахтырка : Тип. А. П. Расторгуевой, 1910. — 39 с.
- Про просо / Б. М. Рожественський // Зерн. госп-во. — 1939. — No 2. — С. 62-64.
- Сівозміни України / Б. М. Рожественський // Зерн. госп-во. — 1939. — No 2. — С. 28-37.
- Сроки посева / Б. Н. Рожественский // Хлебороб-кооператор. — 1918. — No 5/6. — С. 113—115.
- Тезисы к докладу «Задачи опытного дела в связи с перспективами развития сельского хозяйства» : науч. изд. / Б. Н. Рожественский. — Харьков : 4-я Гос. тип., [1917]. — 11 с.
- Труды Ивановской сельскохозяйственной опытной станции П. И. Ха ритоненко : науч. изд. Вып. 4. Продолжение результатов полевых опытов за трехлетие 1904—1906 г. / Б. Н. Рожественский, О. Ф. Гельмер [и др.]; сост. Б. Н. Рожественский. — Ахтырка : Тип. А. П. Расторгуевой, 1910. — 195 с. : табл.